# Petra Mede

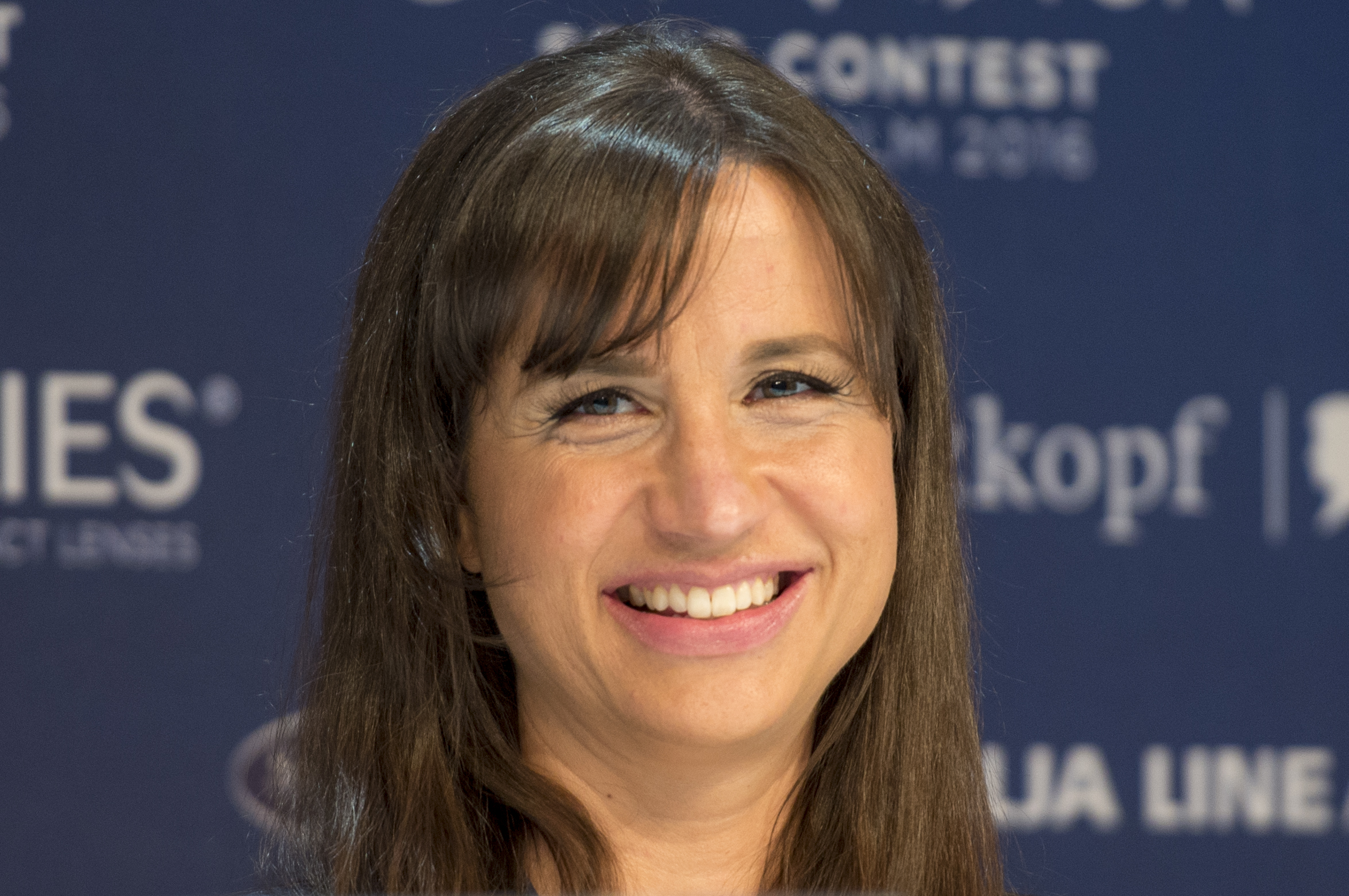
Petra Mede (2016)

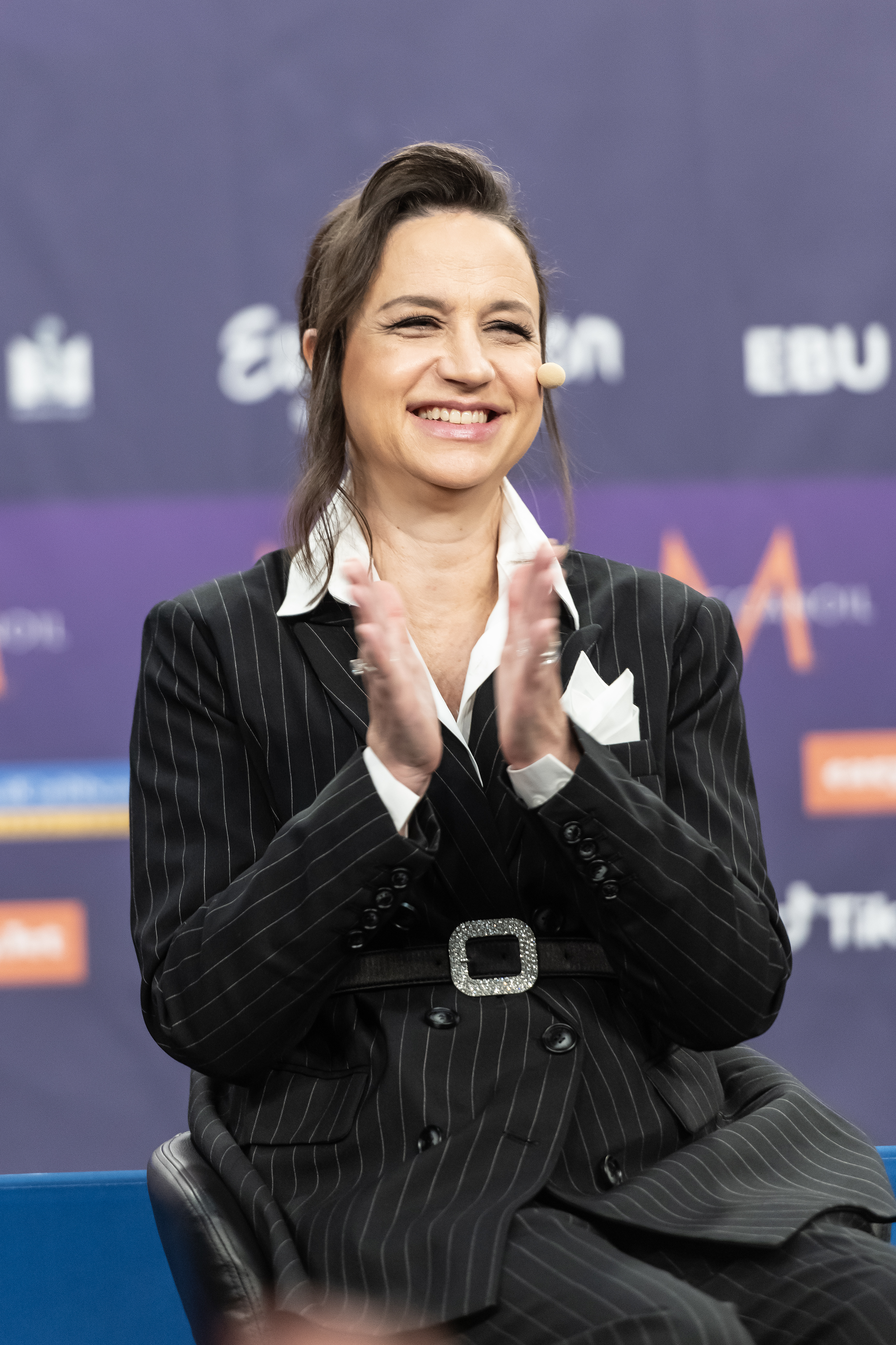
Petra Mede (2024)

Petra Maria Mede (* 7. März 1970 in Stockholm) ist eine schwedische Komikerin, Fernsehmoderatorin und Schauspielerin.

## Leben
Petra Mede wuchs in Partille bei Göteborg auf; ihr Vater ist Chef eines international agierenden Konzerns. Als junge Frau wollte sie Balletttänzerin werden, nahm Unterricht und zog daraufhin nach Paris. Hier war sie unter anderem Background-Tänzerin von Céline Dion. Seit Anfang der 1990er-Jahre leidet sie unter chronischen Rückenschmerzen, weshalb sie ihre Karriere beim Ballett rasch zugunsten der Komiker-Laufbahn aufgeben musste.
Sie ist in Schweden als Stand-up-Comedian bekannt. Von 2008 bis 2009 war sie in der Sitcom Hjälp! als Viviann zu erleben. Sie ist auch als Drehbuchautorin tätig. Mit humoristischem Stil moderierte sie den Melodifestivalen 2009. Sie wurde ausgewählt, den Eurovision Song Contest 2013 in Malmö zu moderieren und war damit die erste Solo-Moderatorin dieses Wettbewerbs seit 1995.
Ende März 2015 moderierte sie zusammen mit Graham Norton die Jubiläumsshow zum 60. Bestehen des Eurovision Song Contest in London. Nachdem 2015 der Song Contest erneut von Schweden gewonnen wurde, wurde Mede erneut, dieses Mal jedoch zusammen mit dem Sieger Måns Zelmerlöw, als Moderatorin des ESC 2016 ausgewählt. Zuvor hatte sie zusammen mit Gina Dirawi bereits das erste Halbfinale des Melodifestivalen 2016 moderiert. Beim Eurovision Song Contest 2024 übernahm sie zusammen mit Malin Åkerman die Moderation. Petra Mede war auch im Folgejahr zu Gast am ESC in Basel, wo sie mit den dortigen Moderatorinnen Sandra Studer und Hazel Brugger im Showact "Made in Switzerland" sang und zwar in der Rolle von Wilhelm Tell.
Mede hat eine Tochter (* 2012). Der Vater des Kindes ist der 13 Jahre jüngere Arzt Mattias Günther.

## Filmografie (Auswahl)
- 2007: Stockholm Life (Fernsehserie)
- 2008–2009: Hjälp! (Fernsehserie)
- 2009–2010: Cirkus Möller (Fernsehserie)
- 2015–2018: Familie Rysberg (Familjen Rysberg, Fernsehserie, 12 Folgen)
- 2017–2019: Die Patchworkfamilie (Bonusfamiljen, Fernsehserie, 30 Folgen)